# Fruhågntjärnarna (Linsells socken, Härjedalen, 690092-135981)
Fruhågntjärnarna är en sjö i Härjedalens kommun i Härjedalen och ingår i Ljusnans huvudavrinningsområde.